# Elecciones parlamentarias de Micronesia de 2023

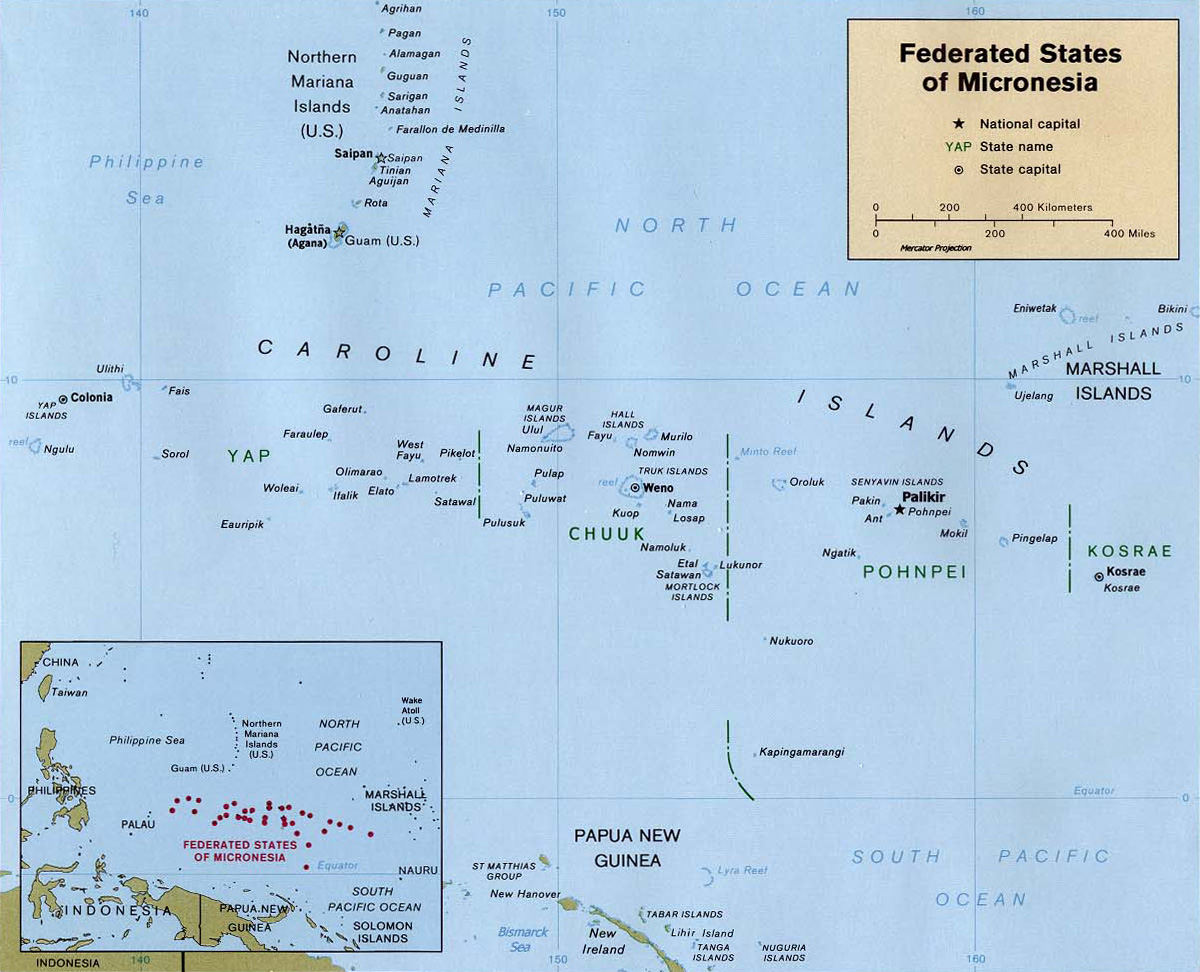
Mapa de los Estados Federados de Micronesia

Bandera de los Estados Federados de Micronesia

Las elecciones parlamentarias se celebraron en los Estados Federados de Micronesia el 7 de marzo de 2023, elegiendose a diez de los catorce escaños del Congreso de Micronesia por un período de dos años. No hay partidos políticos y todos los candidatos se presentaron como independientes.

## Sistema electoral
Los 14 miembros del Congreso fueron elegidos por dos métodos; diez son elegidos en circunscripciones de un solo miembro por mayoría simple por un período de dos años. Cuatro eran senadores generales, con uno elegido por cada estado por un período de cuatro años. Después de las elecciones, el presidente y el vicepresidente son elegidos por el Congreso, y solo los cuatro senadores generales pueden ser candidatos.

## Resultados
| Estado       | Distrito             | Candidato                 | Votos  | % | Notas                   |
| ------------ | -------------------- | ------------------------- | ------ | - | ----------------------- |
| Chuuk        | At-Large             | Wesley Simina             | 12,756 |   | Reelegido               |
| Chuuk        | At-Large             | Gillian Doone             | 3,711  |   |                         |
| Chuuk        | At-Large             | Nakama Sana               | 3,693  |   |                         |
| Chuuk        | Distrito electoral 1 | Florencio Singkoro Harper | 2,940  |   | Reelegido               |
| Chuuk        | Distrito electoral 1 | Juan Martin               | 563    |   |                         |
| Chuuk        | Distrito electoral 2 | Victory Gouland           | 3,262  |   | Reelegido               |
| Chuuk        | Distrito electoral 2 | Tainiro Killion           | 277    |   |                         |
| Chuuk        | Distrito electoral 3 | Perpetua Sappa Konman     | 3,572  |   | Reelegido               |
| Chuuk        | Distrito electoral 3 | Myron Hashiguchi          | 3,280  |   |                         |
| Chuuk        | Distrito electoral 4 | Tiwiter Aritos            | 3,985  |   | Reelegido sin oposición |
| Chuuk        | Distrito electoral 5 | Robson Urak Romlow        | 1,155  |   | Reelegido               |
| Chuuk        | Distrito electoral 5 | Zander Refilong           | 580    |   |                         |
| Chuuk        | Distrito electoral 5 | Ruphin Micky              | 370    |   |                         |
| Kosrae       | At-Large             | Aren Palik                | 1,836  |   | Reelegido               |
| Kosrae       | At-Large             | Yoslyn Sigrah             | 1,029  |   |                         |
| Kosrae       | Distrito electoral   | Paliknoa Welly            | 2,514  |   | Reelegido sin oposición |
| Pohnpei      | At-Large             | Peter M. Christian        | 4,467  |   | Reelegido               |
| Pohnpei      | At-Large             | William Kostka            | 3,906  |   |                         |
| Pohnpei      | At-Large             | Welson Panuel             | 2,225  |   |                         |
| Pohnpei      | At-Large             | David W. Panuelo          | 2,045  |   |                         |
| Pohnpei      | Distrito electoral 1 | Merlynn Abello-Alfonso    | 2,128  |   | Electo                  |
| Pohnpei      | Distrito electoral 1 | Ferny Perman              | 1,682  |   |                         |
| Pohnpei      | Distrito electoral 2 | Quincy Lawrence           | 3,057  |   | Electo                  |
| Pohnpei      | Distrito electoral 2 | Dion Neth                 | 2,064  |   |                         |
| Pohnpei      | Distrito electoral 3 | Esmond Moses              | 2,159  |   | Reelegido               |
| Pohnpei      | Distrito electoral 3 | Erick Paul                | 1,531  |   |                         |
| Yap          | At-Large             | Joseph J. Urusemal        | 2,110  |   | Reelegido               |
| Yap          | At-Large             | Fidelik Thiyer-Fanoway    | 168    |   |                         |
| Yap          | Distrito electoral   | Isaac Figir               | 2,283  |   | Reelegido sin oposición |
| Fuente: CFSM |                      |                           |        |   |                         |

## Elección presidencial
El 11 de mayo, el Congreso eligió a Wesley Simina como nuevo presidente. Aren Palik fue reelegido para el cargo de vicepresidente.  Además, Esmond Moses fue elegido Portavoz del Congreso.